# Chirokitia
Chirokitia (gr. Χοιροκοιτία) – wieś w Republice Cypryjskiej, w dystrykcie Larnaka. W 2011 roku liczyła 632 mieszkańców.
Na terenie miejscowości znajduje się wpisane na listę światowego dziedzictwa UNESCO stanowisko archeologiczne Chirokitia.